# Sergio Gaudenzi
Sergio Maurício Brito Gaudenzi ComMD (Salvador, 22 de outubro de 1941 — Salvador, 26 de maio de 2020) foi um engenheiro civil e político brasileiro filiado ao Partido Socialista Brasileiro (PSB). Foi deputado federal pelo Partido Democrático Trabalhista (PDT) e deputado estadual pelo Partido do Movimento Democrático Brasileiro (PMDB).

## Biografia
Filho do médico e professor Trípoli Francisco Gaudenzi e da igualmente médica e professora Ofélia Britto Gaudenzi, estudou no Colégio Nossa Senhora da Vitória (Instituto dos Irmãos Maristas) de Salvador, ingressando na Universidade Federal da Bahia (UFBA) em 1960. Enquanto estudante, militou na Juventude Universitária Católica (JUC), organização  ligada à Ação Católica e que, na época, disputava a hegemonia do movimento estudantil com o Partido Comunista Brasileiro (PCB), então clandestino.
Em 1962 foi eleito presidente da  União dos Estudantes da Bahia (UEB). Nesse mesmo ano, filiou-se à Ação Popular (AP), organização de corte marxista, criada por dissidentes da JUC, dentre os quais Herbert José de Sousa, Vinícius Caldeira Brant, Aldo Arantes, Haroldo Lima e José Serra. 
Em 1963 foi candidato a presidente da União Nacional dos Estudantes (UNE), apoiado pelo PCB. Seus companheiros da AP, porém, ficaram divididos e assim Gaudenzi decidiu abdicar de sua candidatura em benefício de José Serra. “Como a AP queria consolidar sua hegemonia na UNE, não podia se dar ao luxo de um racha interno. Reconheci o favoritismo de Serra e retirei minha candidatura”, disse. Enfrentando uma chapa frágil de trotskistas e com a AP aliada ao PCB, Serra venceu facilmente a eleição . No ano seguinte, a UNE seria desmantelada pelo golpe militar de 1964 e seus principais líderes, inclusive Gaudenzi, foram presos. ou exilados.
Posteriormente, graduou-se engenharia civil na Escola Politécnica da Universidade Federal da Bahia. Especializou-se em planejamento urbano, em programa patrocinado pelo Ministério do Planejamento Territorial, do Equipamento e da Habitação da França.
Foi diretor-geral do Órgão Central de Planejamento da prefeitura de Salvador, diretor de Planejamento Regional e Urbano do Instituto de Urbanismo e Administração Municipal da Bahia, coordenador técnico da Fundação de Planejamento do Estado da Bahia (CPE), diretor administrativo da Empresa de Águas e Saneamento da Bahia (EMBASA) e coordenador-geral da Análise Global da Economia Baiana.
Foi também secretário de Planejamento de Salvador, em 1975, e participou do Conselho de Desenvolvimento Urbano. Em 1985, a convite do então ministro da Previdência e Assistência Social Waldir Pires, Gaudenzi tornou-se secretário-geral do Ministério. Participou também, nessa época, do conselho deliberativo da Superintendência do Desenvolvimento do Nordeste (Sudene). Em 1986, elegeu-se deputado estadual pelo Partido do Movimento Democrático Brasileiro (PMDB). 
Entre março de 1987 e junho de 1989 foi Secretário da Fazenda do Estado da Bahia, no Governo Waldir Pires. Nessa época, participou também do Conselho Nacional de Política Fazendária (CONFAZ).

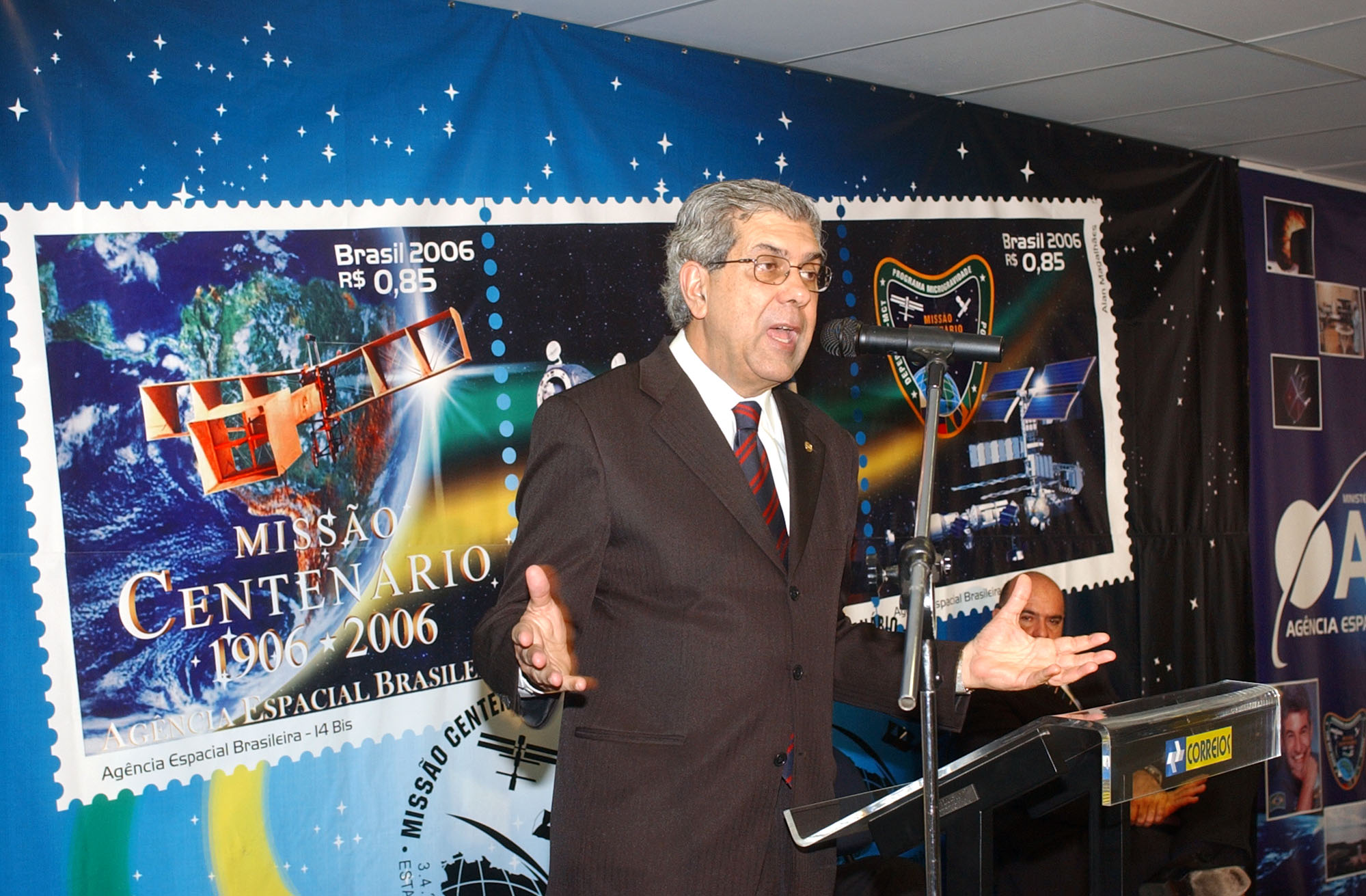
Sergio Gaudenzi durante o lançamento de selo comemorativo e medalha, alusivos à Missão Centenário.
Foto: Valter Campanato/ABr

Reassumindo o mandato de deputado estadual (1989), exerceu a função de relator-geral da Constituição do estado da Bahia. No ano seguinte, foi eleito deputado federal pelo Partido Democrático Trabalhista (PDT). Foi vice-líder do seu partido na Câmara dos Deputados e participou de várias comissões parlamentares. Em 1994, candidatou-se a vice-governador na chapa liderada por Jutahy Magalhães Júnior, do Partido da Social Democracia Brasileira (PSDB), mas não obteve êxito.
Após deixar a Câmara dos Deputados, Sérgio Gaudenzi afastou-se temporariamente da política, passando a trabalhar como consultor de negócios e analista de economia e política no programa de televisão Bom Dia Bahia na TV Aratu (afiliada do SBT) em Salvador. 
Em 1997, filiou-se ao Partido Socialista Brasileiro (PSB).
Em julho de 2004, a convite do então Ministro da Ciência e Tecnologia, Eduardo Campos, também do PSB, tornou-se presidente da Agência Espacial Brasileira (AEB). Desde então, dirigiu o Programa espacial brasileiro e o projeto do Veículo Lançador de Satélites (VLS). Em 2005, como presidente da AEB, Gaudenzi foi condecorado pelo presidente Luiz Inácio Lula da Silva com a Ordem do Mérito da Defesa no grau de Comendador suplementar.
Em agosto de 2007, no bojo da crise da aviação brasileira, substituiu o Brigadeiro José Carlos Pereira na presidência da Empresa Brasileira de Infraestrutura Aeroportuária (Infraero), nomeado por Nelson Jobim - substituto de Waldir Pires como Ministro da Defesa. Em dezembro de 2008, pediu sua exoneração ao ministro Jobim , por discordar da privatização dos mais rentáveis aeroportos brasileiros.

## Morte
Morreu em 26 de maio de 2020 no Hospital Aliança, em Salvador, após uma parada cardíaca devido à apneia.